# Vinogradne
Vinogradne  (ucraniano: Виноградне) es una localidad del Raión de Bolhrad en el Óblast de Odesa de Ucrania. Según el censo de 2001, tiene una población de 2144 habitantes.